# Spoorlijn Uslar - Schönhagen
De spoorlijn Uslar - Schönhagen was een Duitse spoorlijn in Nedersaksen en was als spoorlijn 1802 onder beheer van DB Netze.

## Geschiedenis
Het traject werd door de Deutsche Reichsbahn geopend tussen 1921 en 1927. In 1958 werd het personenvervoer opgeheven, gevolgd door het goederenvervoer tussen Sohlingen en Schönhagen in 1974 en tussen Uslar en Sohlingen in 1989. Thans is de volledige lijn opgebroken.

## Aansluitingen
In de volgende plaatsen is of was er een aansluiting op de volgende spoorlijnen:
Uslar
DB 2975, spoorlijn tussen Ottbergen en Northeim